# كودي ألين
كودي ألين (بالإنجليزية: Cody Allen)‏ هو لاعب كرة قاعدة أمريكي، ولد في 20 نوفمبر 1988 في أورلاندو في الولايات المتحدة.

## وصلات خارجية
- كودي ألين على موقع دوري كرة القاعدة الرئيسي (الإنجليزية)
- كودي ألين على موقعبيزبول رفرنس.كوم (الدوري الرئيسي) (الإنجليزية)
- كودي ألين على موقعبيزبول رفرنس.كوم (الدوري الثانوي) (الإنجليزية)
- كودي ألين على موقع إي إس بي إن.كوم (أم.أل.بي) (الإنجليزية)
- كودي ألين على موقع مشجعي الرسوم البيانية (الإنجليزية)